# Robertsport
Robertsport är en regionhuvudort i Liberia.   Den ligger i regionen Grand Cape Mount County, i den västra delen av landet, 80 km nordväst om huvudstaden Monrovia. Robertsport ligger 149 meter över havet och antalet invånare är 11 969.
Terrängen runt Robertsport är platt åt nordost, men åt sydost är den kuperad. Havet är nära Robertsport åt sydväst. Runt Robertsport är det mycket tätbefolkat, med 1 361 invånare per kvadratkilometer. Det finns inga andra samhällen i närheten. 